# 음력 9월 26일
음력 9월 26일은 음력 9월의 26번째 날이다.

## 사건
- 1881년 - 조선, 신식무기 제조 및 사용법을 배우기 위하여 청나라에 영선사 파견.
- 2014년 - 경기도 파주시 군사분계선 인근에서 대한민국 국군과 북한의 총격전이 발생하였다.

## 문화
- 2005년 - 국립중앙박물관 재개관.
- 2009년 - 2010학년도 대학수학능력시험이 실시되었다.

## 탄생
- 1950년 - 대한민국의 정치인 정세균.
- 1977년 - 대한민국의 아나운서 출신 방송인 전현무.
- 1990년 - 대한민국의 전 야구 선수 김동은.

## 사망
- 1419년 - 조선 제2대 국왕 정종.
- 2017년 -
  - 대한민국의 군인 이대용.
  - 대한민국의 정치인 서인석.

## 같이 보기
- 음력 360일: 1월 2월 3월 4월 5월 6월 7월 8월 9월 10월 11월 12월
- 전날:9월 25일 다음날:9월 27일 - 전달:8월 26일 다음달:10월 26일
- 양력:9월 26일
- 음력, 윤달